# Joachim Ludwig Schultheiß von Unfriedt
Joachim Ludwig Schultheiß von Unfriedt (Alt Ruppin, 1678 – Königsberg, 10 giugno 1753) è stato un architetto tedesco.

## Biografia
Nato ad Alt Ruppin, nel Brandeburgo, Schultheiß era figlio di Joachim Scultetus von Unfried, consigliere privato del principe elettore Federico Guglielmo I di Brandeburgo. Iniziò i propri studi all'Università di Francoforte sull'Oder il 23 agosto 1689 per poi proseguirli in Italia ed in Francia ove ebbe modo di studiare i principali monumenti. Divenne quindi Ingegnere Reale e Maestro Costruttore di Prussia (Kgl. Preuß. Ingenieur und Baumeister) a Königsberg il 9 gennaio 1702. Schultheiss supervisionò il trasferimento del materiale dal castello in rovina presso Fischhausen verso le fortificazioni di Pillau sino al 1705. Venne quindi nominato Direttore dei Lavori (Baudirektor) dall'11 giugno 1705.
Dal 1705-13 Schultheiss focalizzò la sua attenzione nel rinnovamento del Castello di Königsberg, in particolare nell'ala est che divenne poi nota popolarmente col nome di Unfriedbau dal suo progettista. Dal 1705-10 lavorò al matroneo, alla loggia reale ed all'altare della Schlosskirche, la chiesa annessa al castello. Schultheiss disegnò inoltre l'Orfanotrofio Reale di Sackheim (1703–05), la Chiesa di Tragheim (1708–10) e la Brauerhaus di Löbenicht. Dal 1704-05, assieme a Jean Baptiste Broebes ed a Johann Caspar Hindersin, supervisionò la conversione del maniero di Schlobitten in un palazzo principesco per la famiglia Dohna. Nel 1708 restaurò completamente la chiesa di Kaukehmen.
Dopo l'incoronazione di re Federico Guglielmo I di Prussia nel 1713, Schultheiss si trasferì a Berlino coi medesimi compiti presso la corte. Tornò a Königsberg dopo aver ottenuto la direzione dei lavori in tutta l'Oberland il 18 gennaio 1721. Il re, che stava incentrando i suoi sforzi nel tentativo di sollevare la Prussia Orientale dalla pestilenza che la aveva colpita nel 1708-11, chiese a Schultheiss di disegnare nuove città per spingere la popolazione a popolare l'area, prendendo così parte attiva anche alle azioni di governo.
Schultheiss ridispose e disegnò in questo periodo diverse città della Prussia Orientale tra cui Stallupönen (1722); Darkehmen e la sua piazza del mercato (1723); la città vecchia di Ragnit (1723); la città vecchia di Gumbinnen (1724), quella nuova (1727), il palazzo comunale (1727); Schirwindt e la sua piazza del mercato (c. 1725); e Pillkallen (c. 1725). Nel 1730 lavorò probabilmente anche alla tomba di famiglia di Friedrich von der Groeben nella chiesa di Groß Schwansfeld. Nel 1731-32 supervisionò la ricostruzione della chiesa di Drygallen. Schultheiss disegnò anche la chiesa riformata di Gumbinnen nel 1736-39.
Nel suo secondo periodo di permanenza a Königsberg, Schultheiss disegnò l'incompleta Garnisonkirche per la guardia reale ivi stanziata ed il Königsgarten (1731) oltre alla chiesa riformata francese della città (1733–36) sulla Königstraße. Morì a Königsberg nel 1753.

## Galleria d'immagini

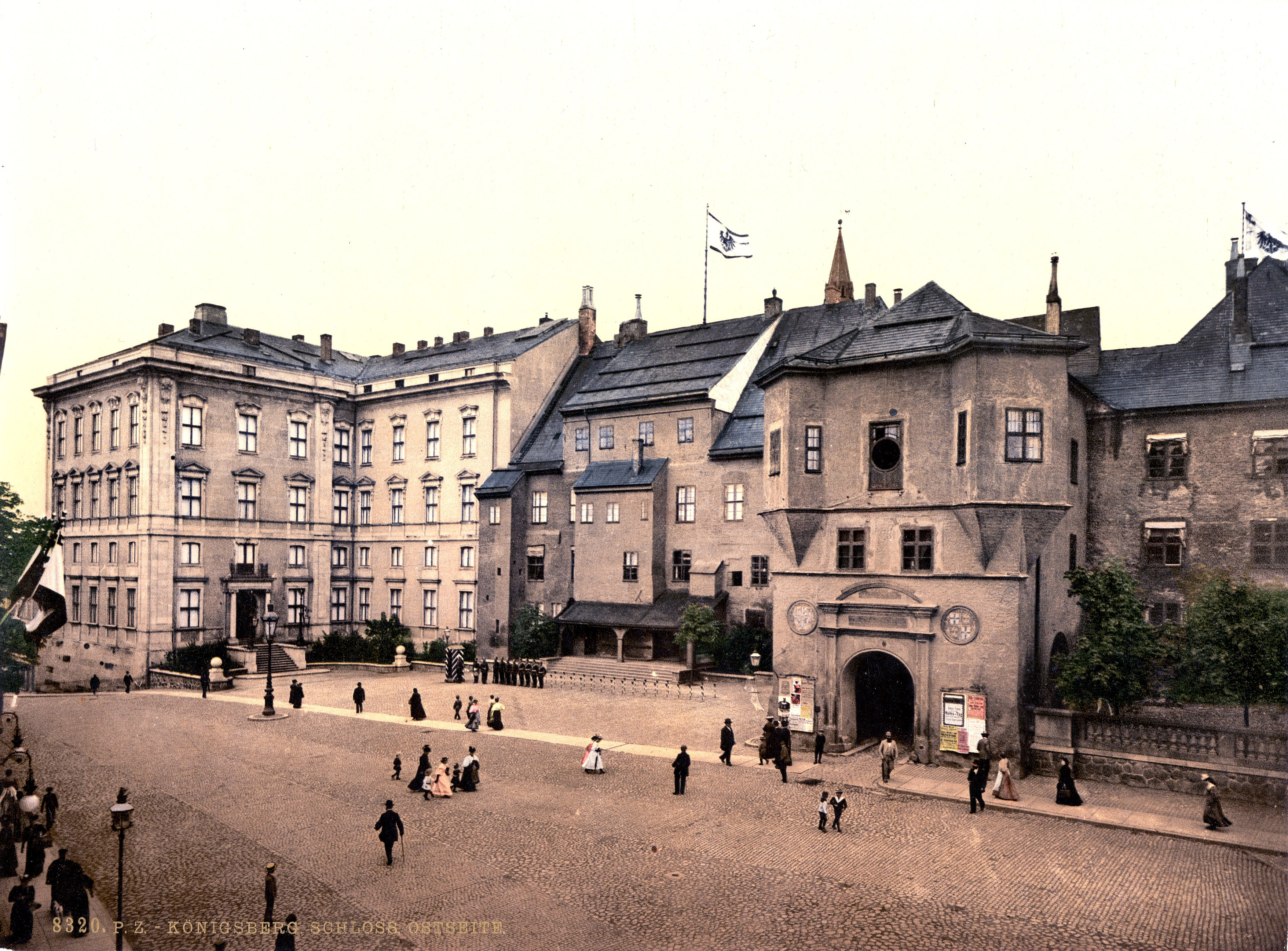
Ala est del Castello di Königsberg
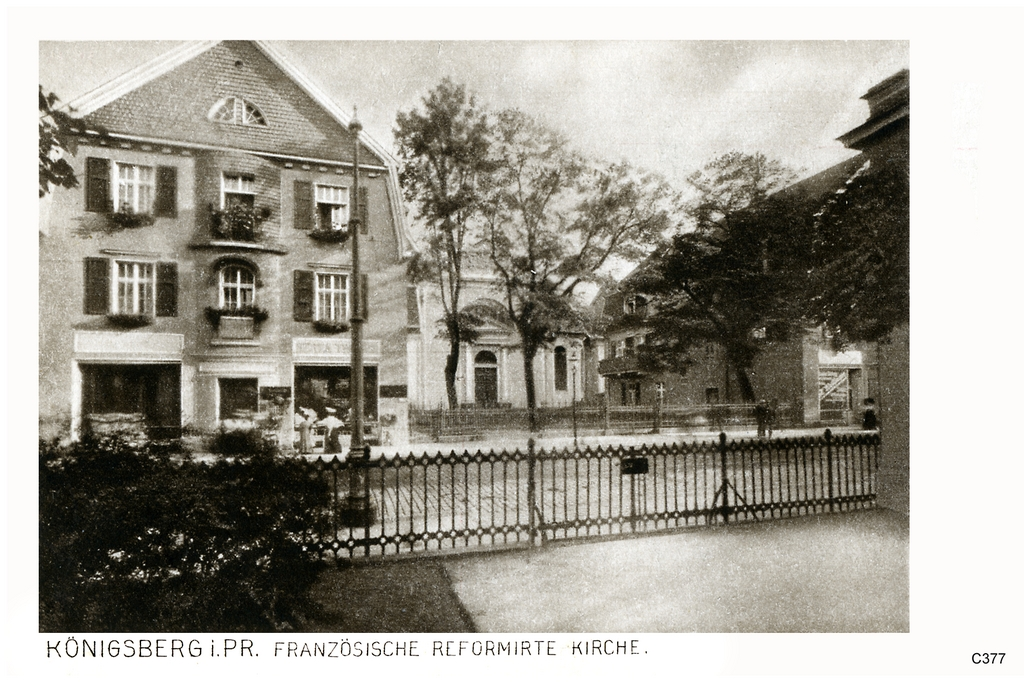
La chiesa francese riformata sulla Königstraße, a Königsberg
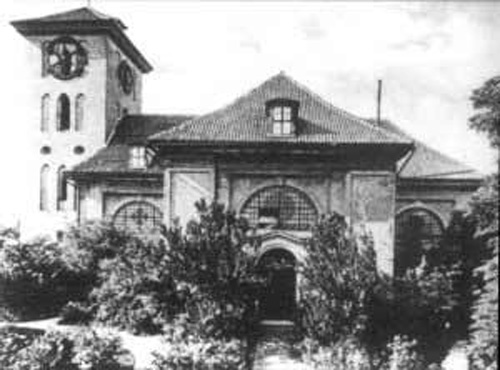
La Chiesa di Tragheim a Tragheim, Königsberg
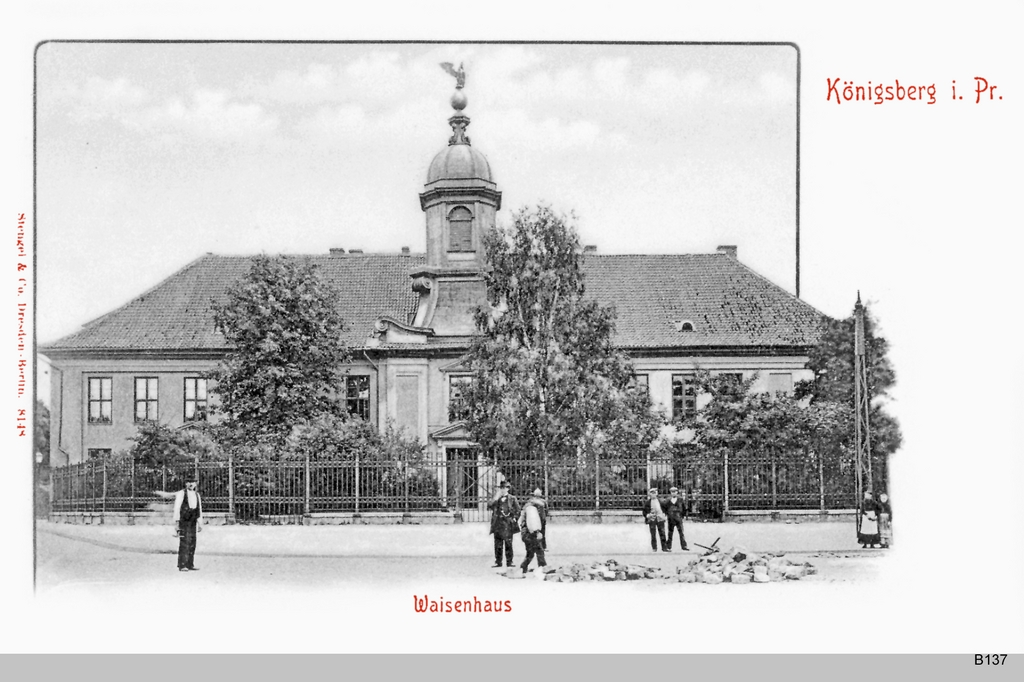
Orfanotrofio Reale di Sackheim, Königsberg
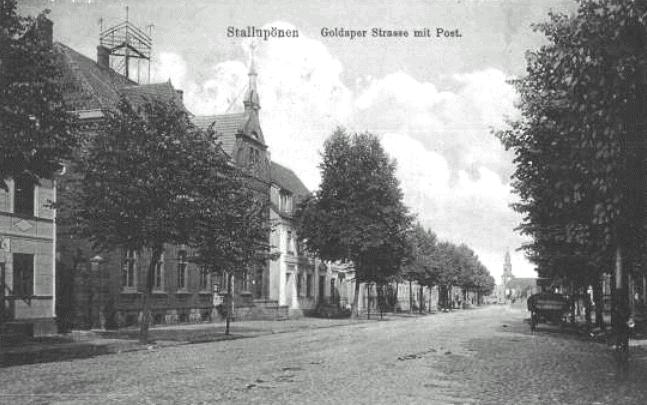
la Goldaper Straße che conduce al mercato di Stallupönen
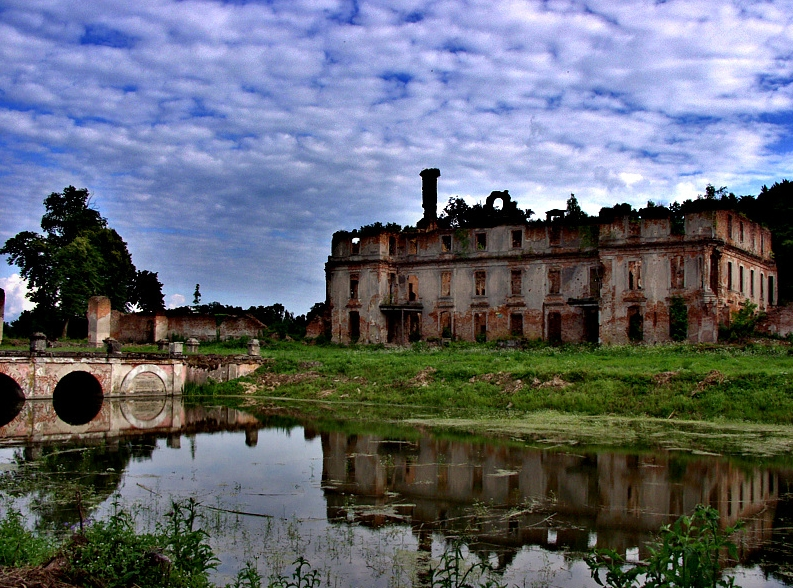
Rovine del Palazzo Dohna nella moderna città di Słobity, già Schlobitten
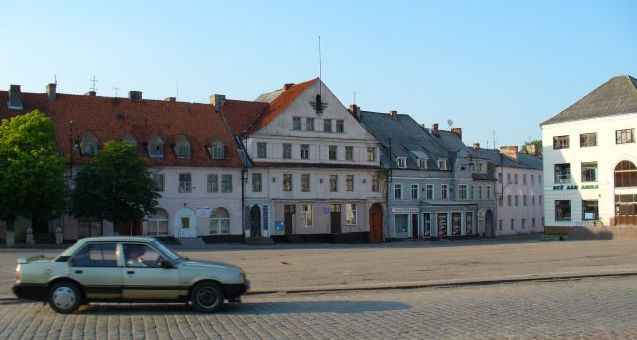
Piazza del mercato della moderna Ozyorsk, già Darkehmen